# برايان د. بورنس
برايان د. بورنس (بالإنجليزية: Brian D. Burns)‏ هو سياسي أمريكي، ولد في 17 نوفمبر 1939 في برلينغتون في الولايات المتحدة. حزبياً، نشط في الحزب الديمقراطي. وقد انتخب عضو مجلس نواب فيرمونت.